# Powellisetia lineata
Powellisetia lineata is een slakkensoort uit de familie van de Rissoidae. De wetenschappelijke naam van de soort is voor het eerst geldig gepubliceerd in 1962 door E. C. Smith.